# Tanjung Medan (Ipuh)
Tanjung Medan is een bestuurslaag in het regentschap Muko-Muko van de provincie Bengkulu, Indonesië. Tanjung Medan telt 250 inwoners (volkstelling 2010).